# Řakom (hradiště)
Řakom (též Drslavice) je pravěké hradiště západně od stejnojmenné vesnice u Dolan v okrese Klatovy. Nachází se na výběžku z východního úbočí vrchu Malá Doubrava asi 500 metrů západně od vesnice. Z opevnění hradiště se dochoval příkop a valy, které jsou se zbytkem lokality chráněny jako kulturní památka ČR.

## Historie
Hradiště bylo osídleno v eneolitu příslušníky chamské kultury. Jejich přítomnost dokládají nálezy manželů Baštových z roku 1986, kteří ve dvou sondách odkryli 50 centimetrů mocnou kulturní vrstvu s keramickými střepy a dvěma přesleny chamské kultury. Další pravěké střepy byly nalezeny ve splachových vrstvách na svazích. Způsob opevnění a vysoká nadmořská výška (680 metrů) je pro chamskou kulturu neobvyklá, ale osídlení z jiných období nebylo doloženo.

## Stavební podoba
Plocha jednodílného hradiště měří asi 500 m². Přístupnou stranu přehrazuje obloukovitě vedené opevnění vedené od západu k severovýchodu. Východní a jižní stranu chrání strmé svahy s buližníkovými skalami. Opevnění se skládá z mohutného vnějšího valu a příkopu, za kterým se nachází nižší vnitřní val. Příkop je čtyři metry široký a dva metry hluboký.